# Danh sách vũ khí của Thủy quân Lục chiến Hoa Kỳ
Danh sách vũ khí của Thủy quân Lục chiến Hoa Kỳ là danh sách các loại vũ khí đã và đang được sử dụng bởi Thủy quân Lục chiến Hoa Kỳ:

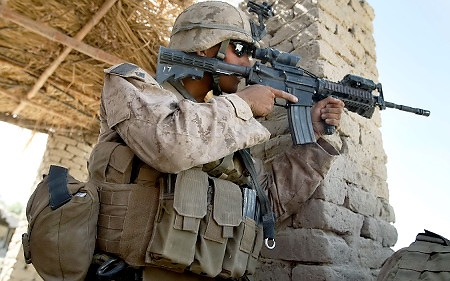
Một binh sỹ Thủy quân lục chiến Mỹ sử dụng súng trường tấn công M4A1

## Vũ khí cầm tay

### Vũ khí phi sát thương
- Baton
- Khiên chống bạo động
- Súng bắn đạn cao su

### Vũ khí cận chiến
- Lưỡi lê M9
- Lưỡi lê OKC-3S

- Dao chiến đấu Ka-Bar
- Strider SMF
- Gerber Mark II
- Marine Noncommissioned Officers' Sword, 1859-nay

- Marine Officers' Mameluke Sword, 1875-nay

### Súng ngắn
- M45A1 - biến thể của dòng súng ngắn M1911A1, được cấp cho Lực lượng Trinh sát, MARSOC và Đội phản ứng đặc biệt[1]
- Beretta M9
- SIG Sauer M17/18 - biến thể quân sự của dòng súng ngắn SIG P320 - đây hiện là trang bị tiêu chuẩn hiện nay của binh sỹ Thuỷ quân lục chiến Mỹ, thay thế cho dòng Beretta M9Súng ngắn SIG Sauer M17 đựoc trang bị thay thế Beretta M9 và Glock cùng các biến thể trong trang bị tiêu chuẩn của các lực lượng vũ trang Mỹ.

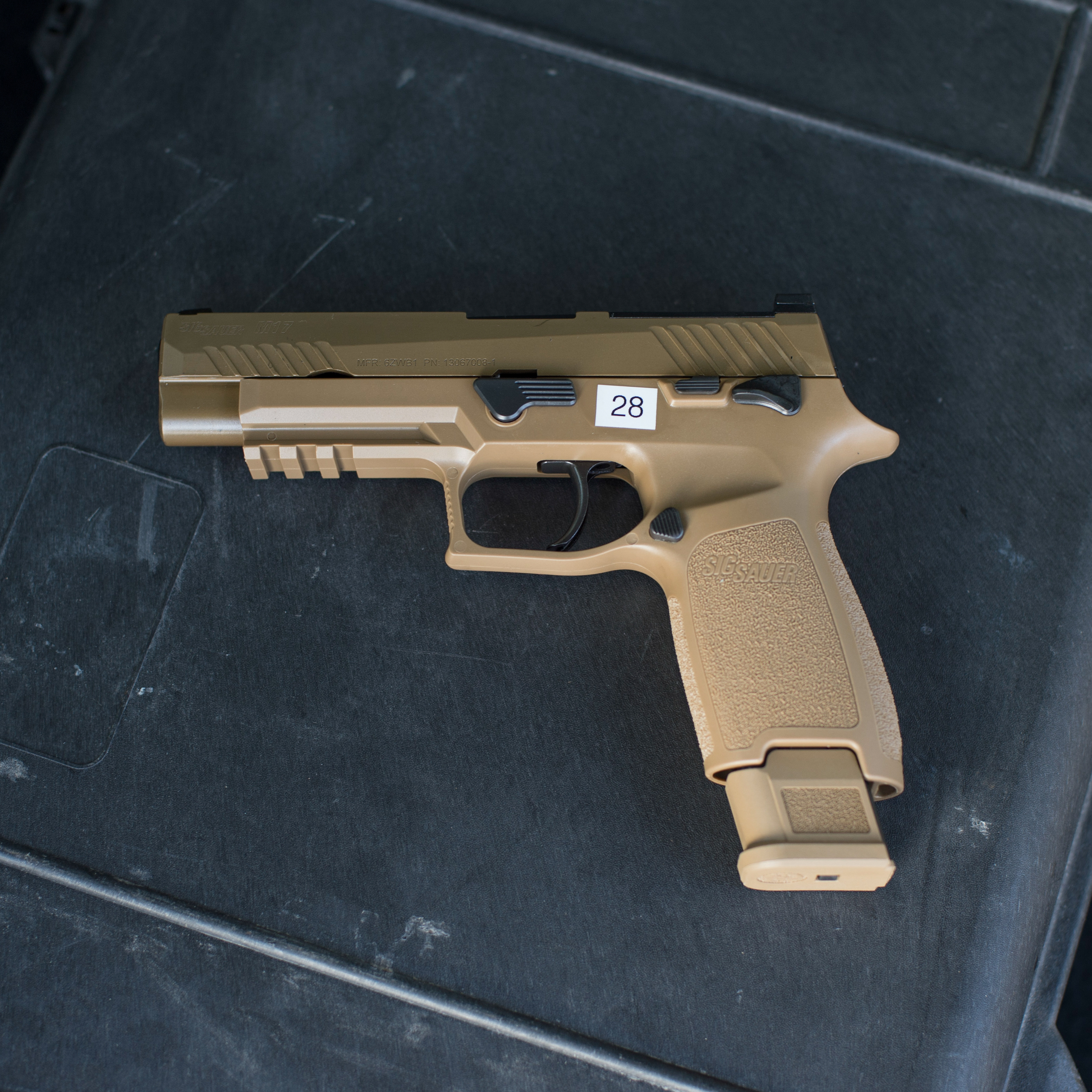
Súng ngắn SIG Sauer M17 đựoc trang bị thay thế Beretta M9 và Glock cùng các biến thể trong trang bị tiêu chuẩn của các lực lượng vũ trang Mỹ.

- Glock M007 - biến thể của dòng súng ngắn Glock 19 được trang bị cho điều tra viên của cơ quan điều tra Thủy quân Lục chiến
- Glock 34

### Súng tiểu liên
- Heckler & Koch MP5
- Colt 9 mm SMG - biến thể dùng đạn 9 mm Parabelum có nguồn gốc từ dòng súng trường M16

### Súng trường tiến công
- M16A2/A4
- M4 Carbine/M4A1
- MK18  mod 1 - phiên bản cải tiến từ súng trường M4 Carbine (thay chế độ bắn điểm xạ 3 viên bằng tự động hoàn toàn cùng với nòng súng 10.3 inch mới). MK18 chỉ trang bị cho các lực lượng đặc biệt.

FN SCAR-L (ảnh trên) và FN SCAR-H (ảnh dưới)

- Mk 16 mod 0 - biến thể của súng trường FN SCAR-L dùng đạn 5,56x45 mm NATO

- Mk 17 mod 0 - biến thể của súng trường FN SCAR-H dùng đạn 7,62x51 mm NATO
- Súng trường Heckler & Koch M27 IAR - biến thể của súng trường tiến công HK416

### Súng trường thiện xạ
- Mk 12 mod 1 - biến thể cải tiến cho mục đích bắn chính xác cự li xa của dòng súng trường M16
- M39 - biến thể cải tiến cho mục đích bắn chính xác cự li xa của dòng súng trường M14
- M38 - biến thể lắp ống ngắm Leopold Mark 42,5-8x36MR/TTS-30A2 của dòng súng trường M27 IARBinh sỹ Thủy quân lục chiến Mỹ sử dụng súng trường thiện xạ (DMR) M38.

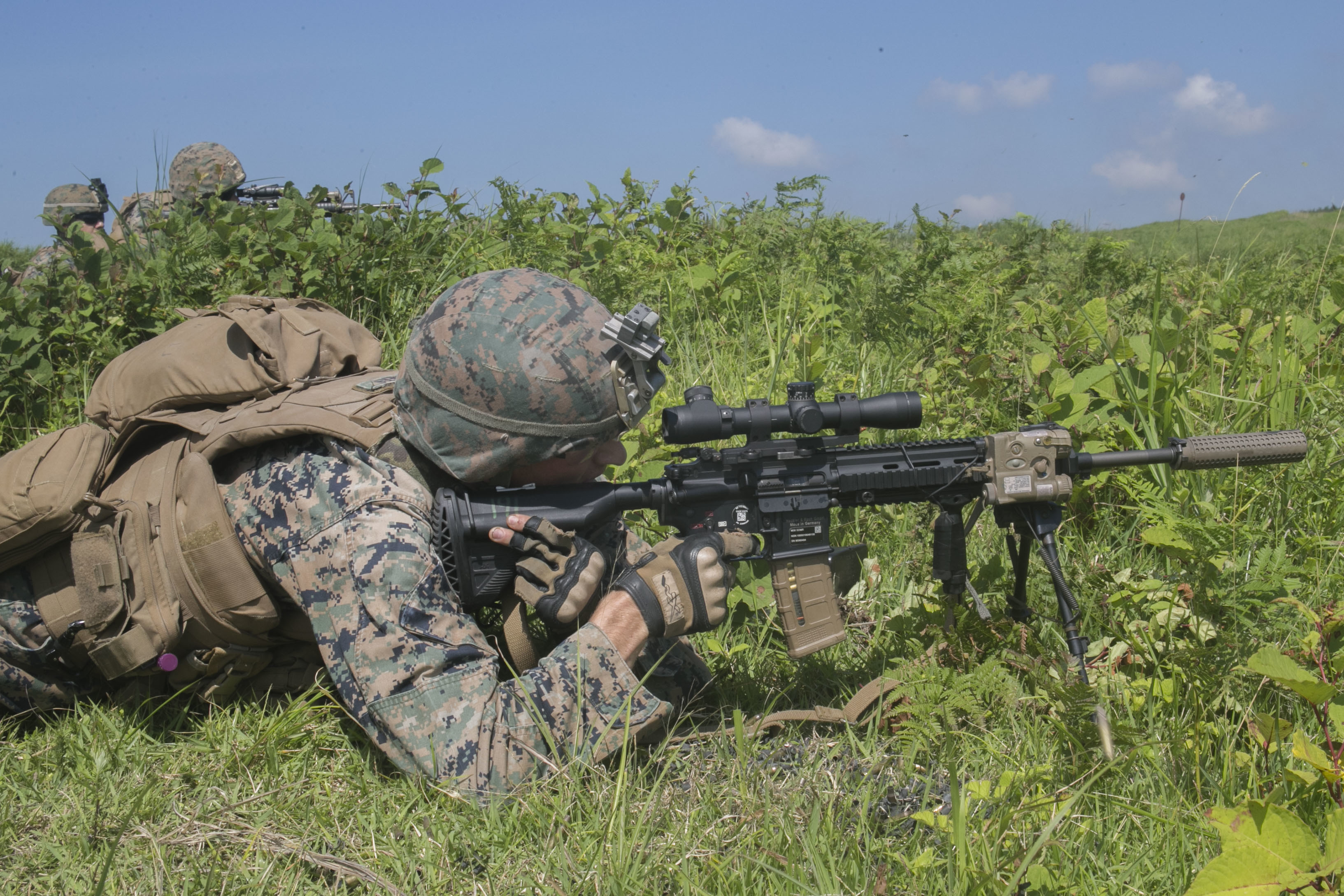
Binh sỹ Thủy quân lục chiến Mỹ sử dụng súng trường thiện xạ (DMR) M38.

### Súng bắn tỉa
- Mk 11 mod 0 - súng trường bắn tỉa dựa trên thiết kế dòng súng trường M16 sử dụng đạn 7,62x51 mm NATO
- Mk 13 mod 7
- M110 SASS - biến thể quân sự được phát triển từ Knight's Armament Company SR-25
- M21 - biến thể bắn tỉa của súng trường M14
- M40
- Súng bắn tỉa công phá Barrett M82 Lưu trữ ngày 5 tháng 10 năm 2023 tại Wayback Machine

### Súng bắn đạn ghém
- Remington Model 870
- Mossberg 590A1
- Benelli M1014

### Súng máy
- M240
- Mk 48 Mod 1
- M249 - súng máy hạng nhẹ cấp tiểu đội

### Súng phóng lựu

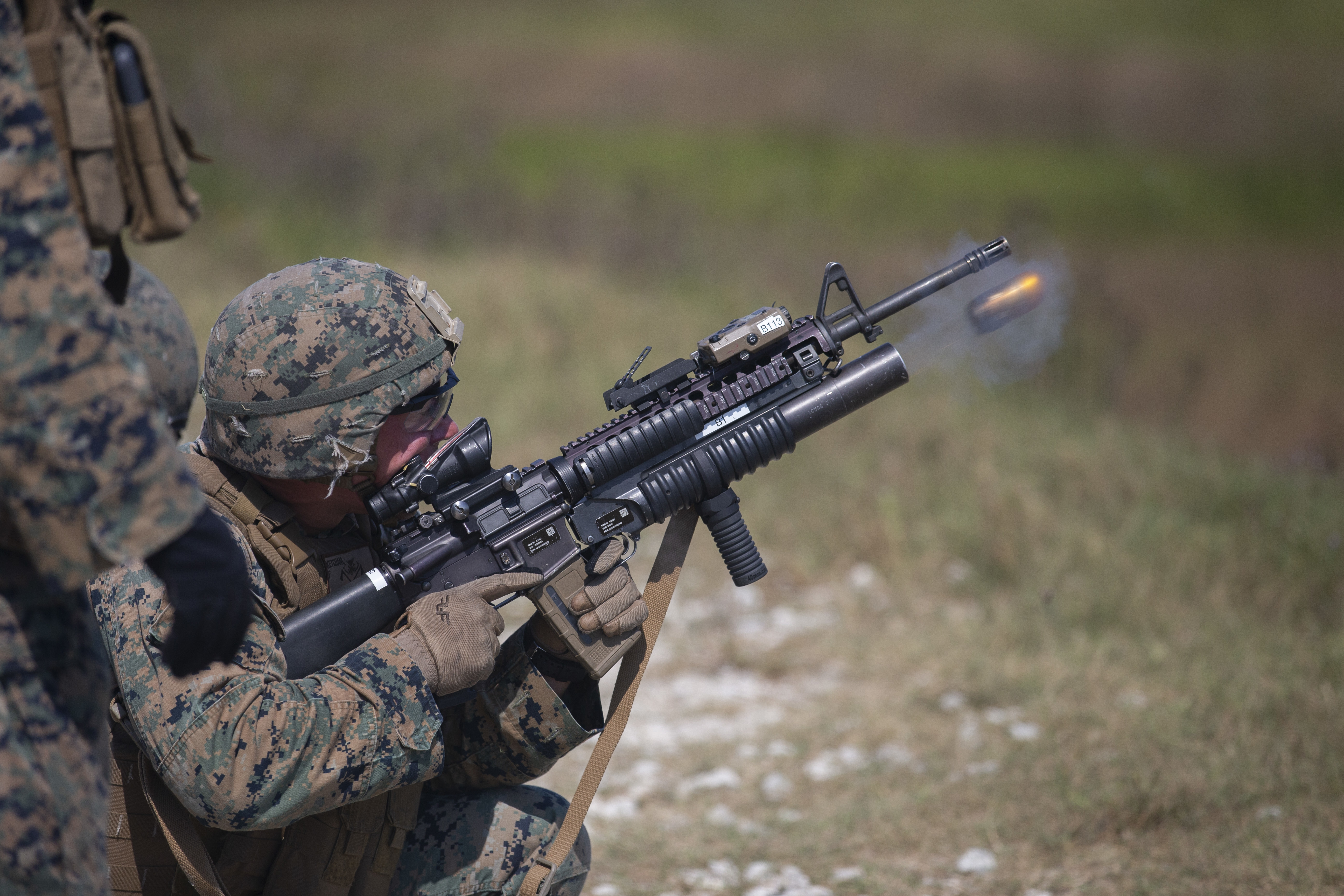
Binh sỹ Thủy quân lục chiến Mỹ bắn ống phóng lựu M203

- Ống phóng lựu kẹp nòng M203 40 mm

- Heckler & Koch M320

- M79
- Súng phóng lựu bán tự động M32

### Lựu đạn cầm tay
- Lựu đạn nổ mảnh M67
- Lựu đạn cháy AN-M14
- Lựu đạn gây choáng Mk 141 mod 0
- Lựu đạn khói AN-M18

### Chất nổ,mìn

#### Mìn chống bộ binh
- Mìn định hướng M18A1 Claymore

#### Mìn chống phương tiện
- Mìn chống tăng M15
- Mìn chống tăng M19
- Mìn chống tăng M21

### Vũ khí vác vai
- Súng phóng lựu M72 LAW cỡ 66 mm
- Súng chống tăng M136 - biến thể AT4 của Thuỵ Điển
- Hệ thống vũ khí vác vai đa năng Mk 153 SMAW IIBinh sỹ Tiểu đoàn 1, Trung đoàn 25, Sư đoàn 4 Thủy quân lục chiến khai hỏa hệ thống Mk 153 mod 1 SMAW trong một cuộc diễn tập ở Cap Draa, Morocco.

Binh sỹ Tiểu đoàn 1, Trung đoàn 25, Sư đoàn 4 Thủy quân lục chiến khai hỏa hệ thống Mk 153 mod 1 SMAW trong một cuộc diễn tập ở Cap Draa, Morocco.

- Tên lửa chống tăng FGM-148 Javelin
- Tên lửa chống tăng BGM-71 TOW
- Tên lửa phòng không vác vai FIM-92 Stinger

## Thiết bị, phụ kiện
- Ống ngắm quang học nâng cao ACOG (Advanced Combat Optical Gunsight), gần đây đã được đổi tên thành Ống ngắm quan học súng trường tấn công RCO (Rifle Combat Optic)
- Kính ngắm phản xạ chấm đỏ ITL MARS
- Cơ cấu ngắm của ống phóng lựu M203 AN/PSQ-18
- Kính nhìn đêm AN/PVS-7g
- Kính nhìn đêm AN/PVS-10
- Kính nhìn đêm AN/PVS-14
- Kính nhìn đêm AN/PVS-17
- Kính nhìn đêm AN/PVS-21
- Kính nhìn đêm AN/PVS-31
- Ống ngắm nhiệt AN/PAS-13
- Thiết bị ngắm laser hồng ngoại AN/PAQ-4
- Thiết bị ngắm laser AN/PEQ-2IR
- Giá súng M2 cho súng máy hạng nhẹ và hạng trung
- Giá súng M122 cho súng máy hạng nhẹ và hạng trung
- Giá súng M3 cho súng máy hạng nặng và súng phóng lựu tự động

## Pháo binh

### Súng cối
- Súng cối M224 cỡ 60 mm
- Súng cối M252 cỡ 81 mm
- Hệ thống hỗ trợ hoả lực cơ động M327 - một biến thể của súng cối MO-120-RT cỡ 120 mm do Pháp sản xuất

### Pháo xe kéo
- Lựu pháo hạng nhẹ M119 cỡ 105 mm
- Lựu pháo M777 cỡ 155mm
- Hệ thống pháo phản lực cơ động cao M142 HIMARSHệ thống pháo phản lực phóng loạt cơ động cao M142 HIMARS

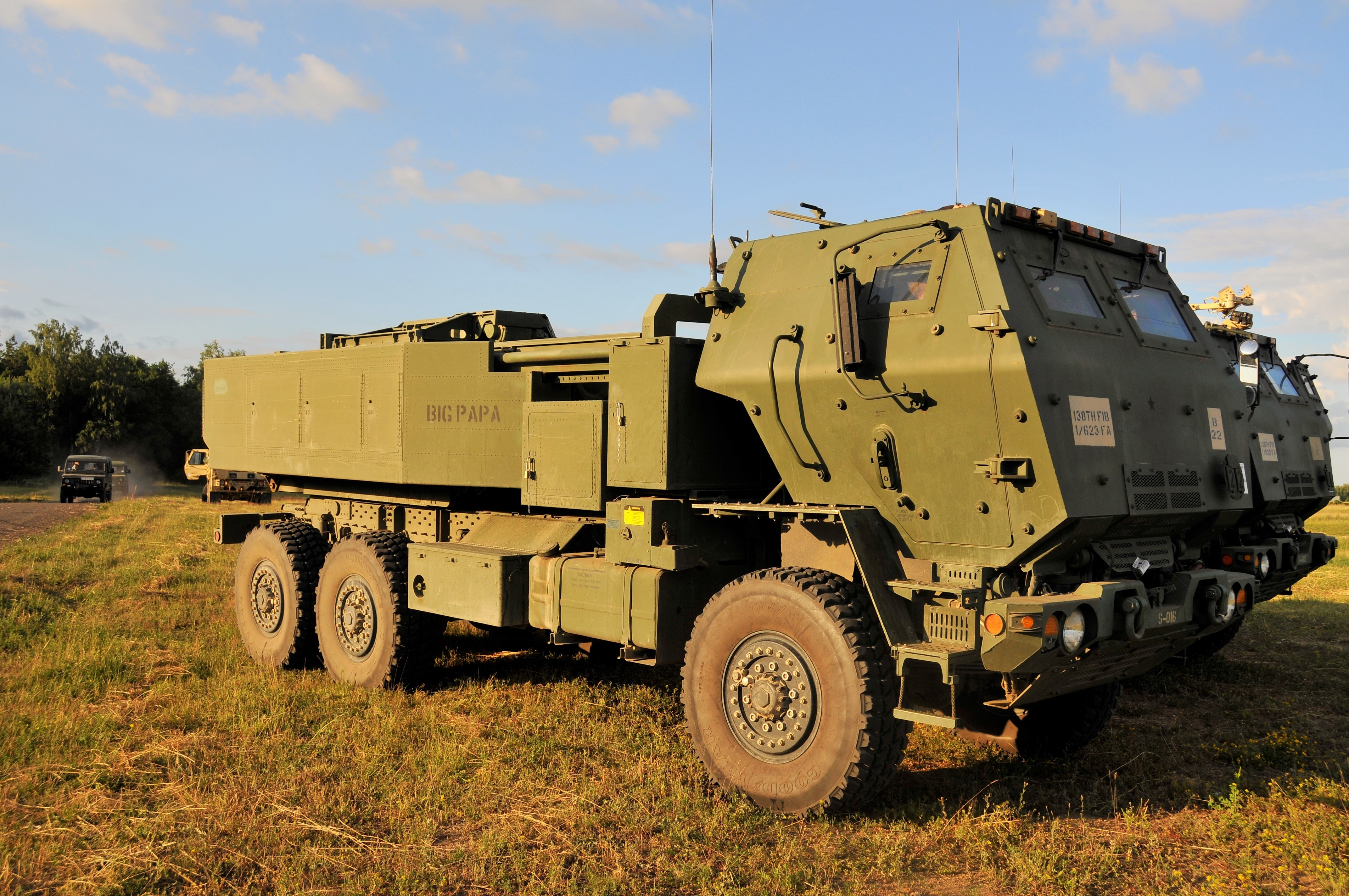
Hệ thống pháo phản lực phóng loạt cơ động cao M142 HIMARS

## Vũ khí gắn trên phương tiện cơ giới
- Súng máy hạng trung M240G cỡ nòng 7,62 mm
- Súng máy hạng nặng M2 Browning cỡ nòng 12,7 mm
- Súng phóng lựu tựu động Mk 19 cỡ 40 mm
- Pháo bắn nhanh M242 Bushmaster cỡ 25mm

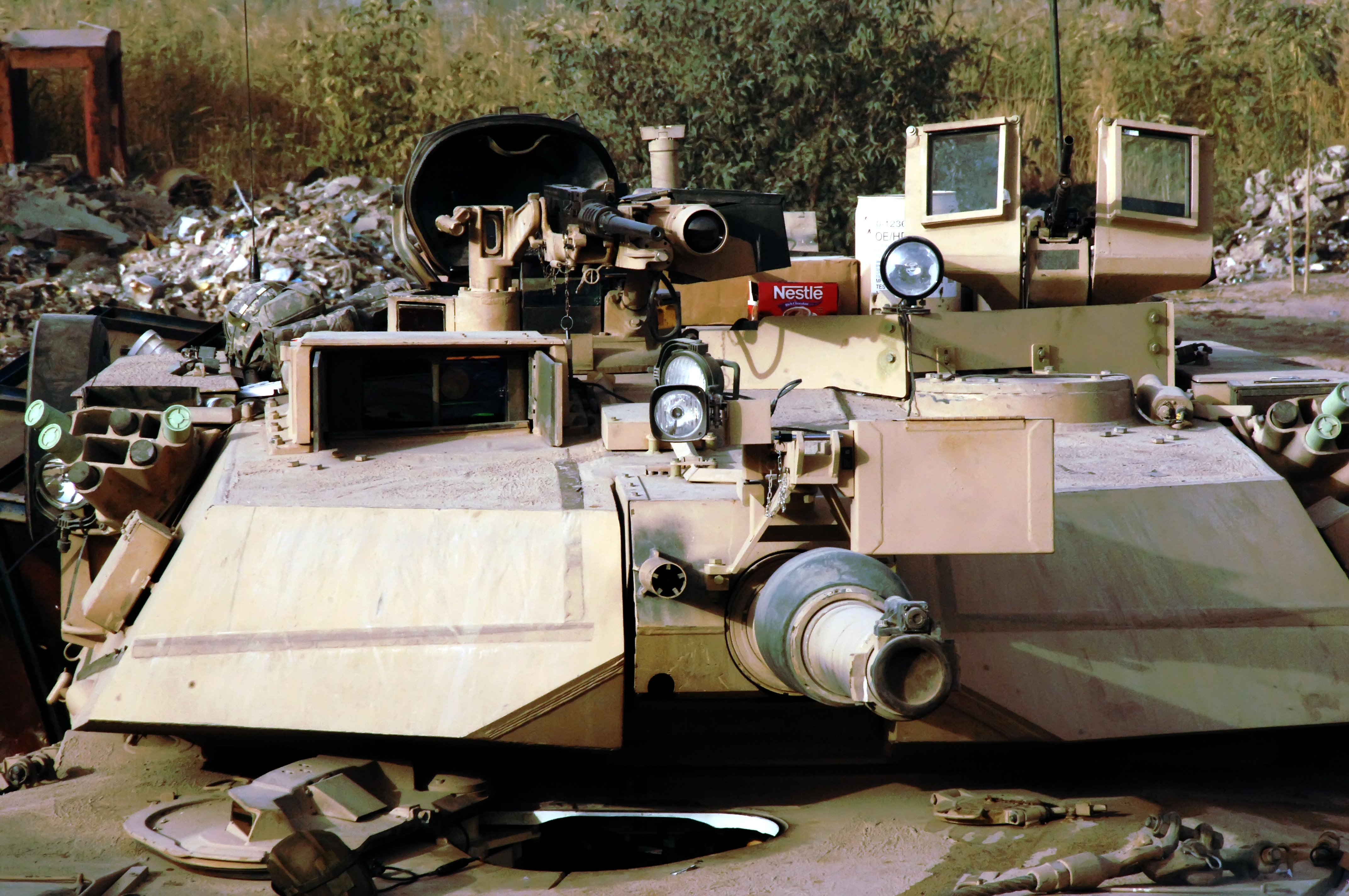
Pháo nòng trơn M256A1 cỡ 120 mm trên xe tăng M1A1 Abrams của Thủy quân lục chiến Hoa Kỳ.

- Pháo nòng trơn M256A1 cỡ 120 mmPháo nòng trơn M256A1 cỡ 120 mm trên xe tăng M1A1 Abrams của Thủy quân lục chiến Hoa Kỳ.

## Vũ khí hàng không

### Súng, pháo tự động
- Súng máy GAU-17/A cỡ 7,62 mm
- Súng máy hạng nặng GAU-21/A cỡ 12,7 mm
- Pháo bắn nhanh M197 cỡ 20 mm
- Pháo bắn nhanh M61A1 cỡ 20 mm
- Pháo bắn nhanh GAU-12/U Gatling cỡ nòng 25 mm
- Pháo bắn nhanh GAU-8/A  Avenger cỡ nòng 30mm

### Bom

#### Bom thông minh

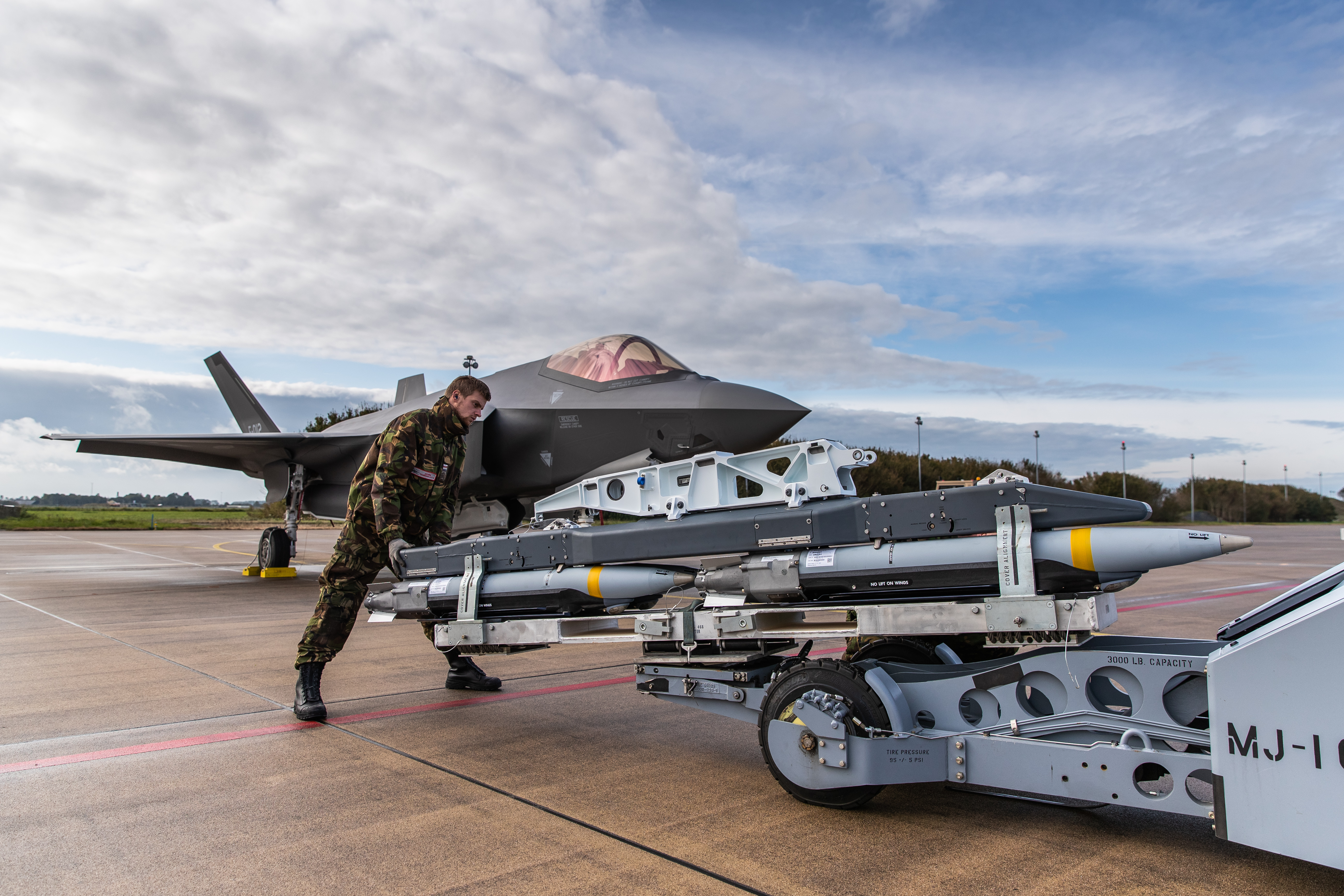
Bom đường kính nhỏ GBU-39B SDB

- Bom lượn đường kính nhỏ GBU-39A/B SDBBom đường kính nhỏ GBU-39B SDB
- Bom lượn đường kính nhỏ GBU-53/B StormBreaker hay còn đuọc biết đến là SDB II (phiên bản cải tiến từ GBU-39, bổ sung thêm cơ cấu dẫn đường radar, đầu dò IR, liên kết dữ liệu 2 chiều băng tần kép)

- Bom tấn công hỗn hợp AGM-154 JSOWBom thông minh AGM-158 JSOW trên giá treo của tiêm kích F-18D

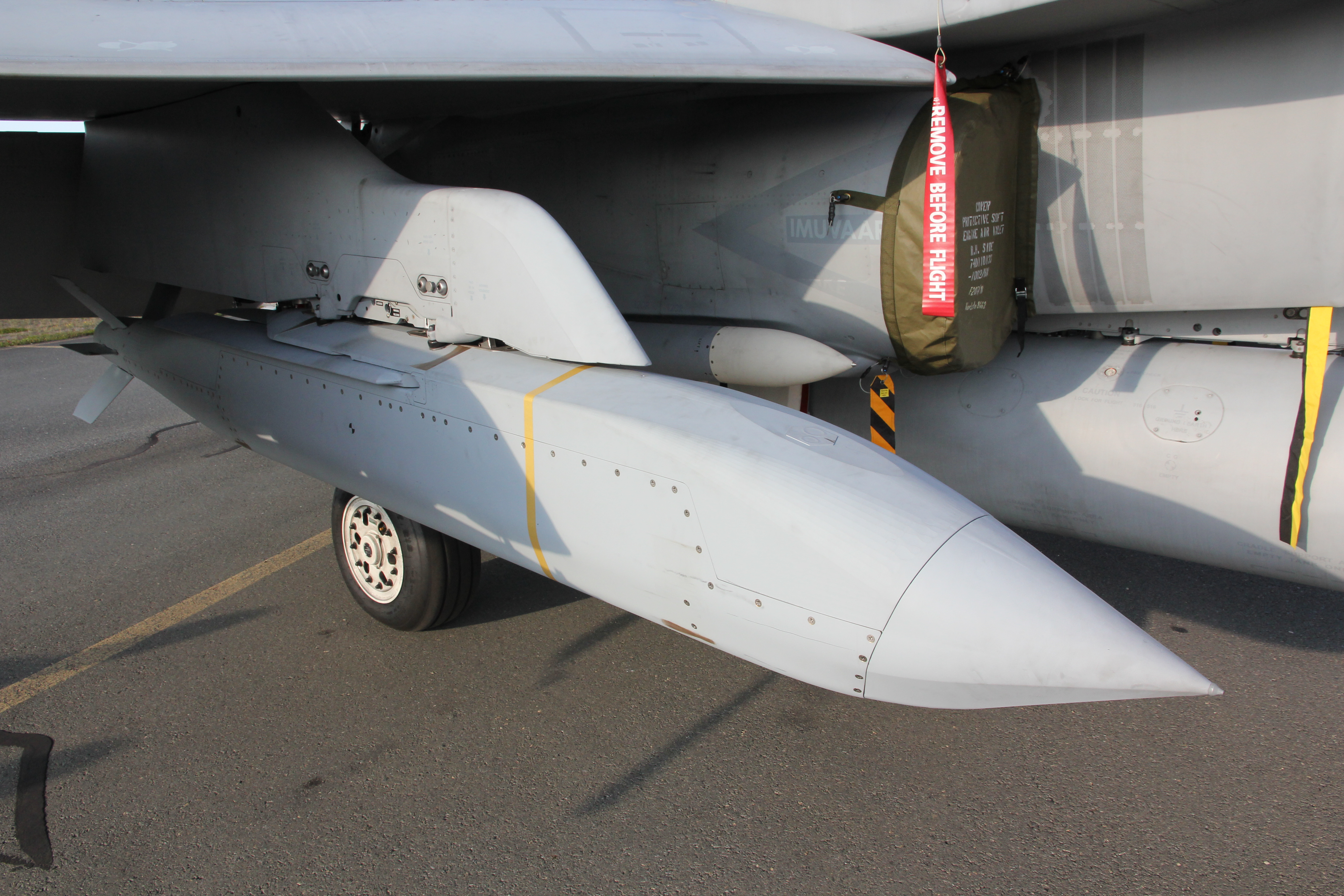
Bom thông minh AGM-158 JSOW trên giá treo của tiêm kích F-18D

- Bom dẫn đường bằng laser GBU-12 500 lb
- Bom dẫn đường bằng laser GBU-16 1000 lb
- Bom dẫn đường bằng laser GBU-10 2000 lb

#### Bom không điều khiển
- Bom Mk 82 loại 500 lb
- Bom Mk 83 loại 1000 lb
- Bom Mk 84 loại 2000 lb
- Bom cháy Mk 77
- Bom chùm CBU-99

### Tên lửa

#### Tên lửa không đối không

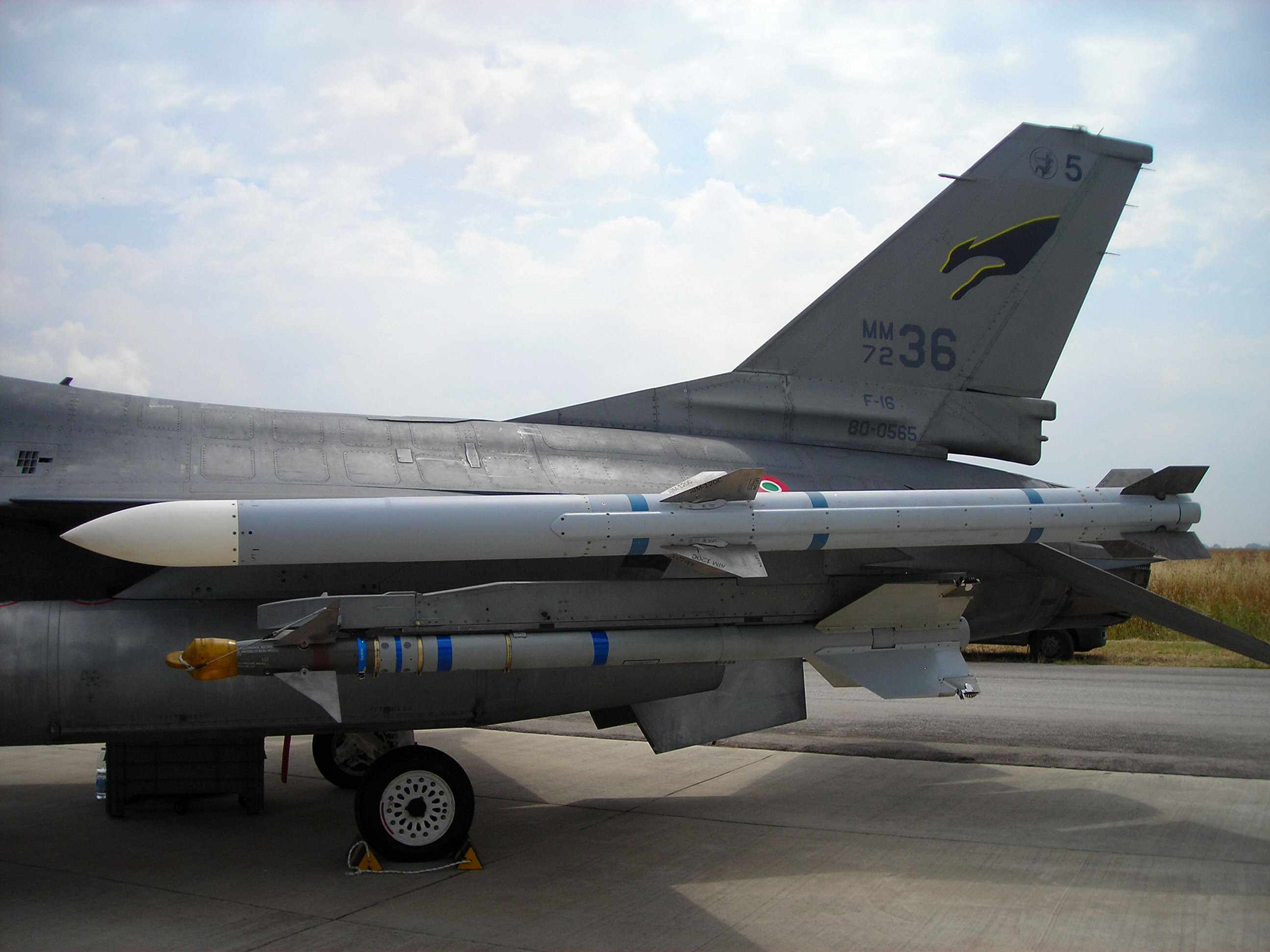
Tên lửa không đối không AIM-120 AMRAAM (trên) và AIM-9 Sivewinder (dưới)

- AIM-7 Sparrow
- AIM-9 SidewinderTên lửa không đối không AIM-120 AMRAAM (trên) và AIM-9 Sivewinder (dưới)
- AIM-120 AMRAAM

#### Tên lửa không đối đất
- AGM-65 Maverick
- AGM-114 Hellfire

#### Tên lửa không đối hạm
- AGM-84 Harpoon
- Tên lửa chống hạm NSM

#### Tên lửa chống bức xạ (chống radar)
- AGM-88 HARM

### Rốc két hàng không
- Hydra 70
- Rocket có điều khiển AGR-20 APKWSNạp đạn rocket có điều khiển APKWS cỡ 70 mm cho trực thăng AH-1Z Viper

## Đã loại biên (không còn trang bị)

### Vũ khí cầm tay

#### Vũ khí cận chiến (dao, lưỡi lê)
- Lưỡi lê M6

- Lưỡi lê M9
- Lưỡi lê M7
- Lưỡi lê M6
- Lưỡi lê M5
- Lưỡi lê M1
- Lưỡi lê M1942
- Lưỡi lê M1917
- Lưỡi lê M1905

### Súng ngắn
- M1911
- S&W Model 10
- S&W Model 66
- M1905 Marine
- Colt 1873
- Colt M1861
- Colt 1851
- Harper's Ferry Model 1805

### Súng trường, Carbines
- M16A1/M16A2
- M14
- M1 Garand
- M1917 Enfield
- M1903 Springfield
- Model Springfield 1892-99
- M1895 Lee Navy
- Model Springfield 1882
- M1872 Springfield
- Spencer
- Springfield 1863
- Springfield 1861
- Model 1853
- Springfield 1855
- M1819 Hall
- Model 1816 Musket
- Model Springfield 1812 Musket
- Model 1795 Musket
- M1/M2/M3 carbine
- M50 Reising
- Colt 733

### Súng tiểu liên
- Thompson Model 1928/1929A1
- M50/M55 Reising
- M3/M3A1
- Một số biến thể đời đầu của Heckler & Koch MP5

### Súng trường thiện xạ
- SAM-R
- DMR - phát triển từ M14

### Súng máy
- Browning M1895
- Hotchkiss M1909 Benét – Mercié
- Browning M1917
- Browning M1918
- Browning M1919
- M60

### Súng phóng lựu
- Súng phóng lựu M79
- Súng phóng lựu XM148
- Súng phóng lựu M75

### Lựu đạn cầm tay
- Lựu đạn văng mảnh M61
- Lựu đạn văng mảnh Mk2

### Vũ khí vác vai
- Súng phun lửa M2

- Súng chống tăng Bazooka

- Vũ khí tấn công tầm ngắn FGM-172 Predator (SRAW)
- Hệ thống tên lửa chống tăng M47 Dragon
- Tên lửa phòng không FIM-43 Redeye

### Pháo binh

#### Súng cối
- M29
- M19
- M1
- M2

#### Súng không giật
- Súng không giật M67
- Súng không giật M20

#### Pháo kéo
- Lựu pháo M101 cỡ nòng 105 mm (Không dùng trong chiến đấu, nhưng một số khẩu vẫn dùng cho mục đích nghi lễ).
- Lựu pháo M102 cỡ nòng 105 mm - phiên bản giảm khối lượng của M101
- Lựu pháo M114 cỡ nòng 155 mm
- Lựu pháo M59 cỡ nòng 155 mm
- Sơn pháo M116 cỡ nòng 75 mm

#### Súng, pháo gắn hàng không,
- Pháo bắn nhanh M2/M3 cỡ nòng 20mm - biến thể của pháo Hispano-Suiza HS.404
- Súng máy M85 cõ 12,7 mm
- Súng máy M73/M219 cỡ nòng 7,62 mm - phiên bản trang bị trên xe tăng, xe thiết giáp của súng máy Browning M1919

#### Thiết bị khác
- Kính nhìn đêm AN/PVS-4
- Kính nhìn đêm AN/TVS-5